# Gordon Robertson (hockey sur glace)
Pour les articles homonymes, voir Gordon Robertson.
Gordon Robertson (né le 25 juin 1926 à Castlegar, mort le 10 octobre 2019 à Nelson (Colombie-Britannique)) est un joueur canadien de hockey sur glace.

## Carrière
Gordon Robertson commence sa carrière de joueur de hockey sur glace en 1945 avec l'équipe junior des Clippers de Nanaimo et remporte le championnat de Colombie-Britannique.
Il fait presque toute sa carrière senior jusqu'en 1960 avec plusieurs interruptions avec les Smoke Eaters de Trail, équipe de la Western International Hockey League. Il est un membre à la fondation de l'équipe en 1946, mais il est absent pendant les deux saisons suivantes, préférant pratiquer d'autres sports. Il retrouve les Smoke Eaters de Trail pour un match éliminatoire en 1950, mais part ensuite à nouveau. Il revient au hockey quand il est invité dans les Mercurys d'Edmonton pour représenter le Canada aux Jeux olympiques d'hiver de 1952.
En juillet 1951, le président de l'Association canadienne de hockey amateur, Doug Grimston, annonça que les Mercurys représenteront le Canada au hockey sur glace aux Jeux olympiques de 1952 à Oslo. L'équipe parcourt l'Europe pendant trois mois, jouant une cinquantaine de matchs et remportant la première Coupe Ahearne. Le Canada devient champion olympique. Gordon Robertson marque quatre buts et fait six passes décisives en huit matchs.
Il effectue un autre séjour avec les Smoke Eaters de Trail à partir de 1953, disputant 21 matchs sur deux saisons avant de repartir. Il fait un dernier temps de jeu de 1957 à 1960, sa période la plus active. Robertson atteint la finale de la Coupe Allan avec l'équipe des Smoke Eaters de Trail en 1960, mais perd cette finale contre les Maroons de Chatham. Après ce match, Robertson met fin à sa carrière.
Athlète complet, Robertson joue également au baseball, à la crosse, au softball et fait de la natation (il nagea de Castlegar à Trail en descendant le Columbia sur une trentaine de kilomètres). Il joue au hockey avec d'autres vétérans et il devient un joueur de curling participant notamment au Championnat de la Colombie-Britannique.
En tant que membre de l'équipe olympique, Gordon Robertson est intronisé au Temple de la renommée et Musée des sports de l’Alberta en 1968, avec les Mercurys d'Edmonton en 1952, puis au Temple de la renommée olympique du Canada en 2002. Son nom est inscrit sur le monument des champions de la Maison de la Société historique de Trail.